# Polyrhachis antoniae
Polyrhachis antoniae é uma espécie de formiga do gênero Polyrhachis, pertencente à subfamília Formicinae.